# Orlando Rijsenburg
Orlando Max Rijsenburg (Paramaribo, 23 maart 1948) is een Surinaams-Nederlands voormalig voetballer die als aanvaller speelde.

## Loopbaan
Hij speelde met Suriname op de Koninkrijksspelen 1967 op Curaçao en Aruba.
Rijsenburg speelde voor SV Transvaal, waarmee hij Surinaams kampioen geworden was, voor hij in 1968 in de Verenigde Staten in de NASL ging spelen. Hij kwam eerst uit voor Baltimore Bays (8 wedstrijden, geen doelpunten) en daarna voor de Boston Beacons (7 wedstrijden, 2 doelpunten). Eind 1968 was hij op proef bij Sparta Rotterdam maar kreeg geen contract. Van 1969 tot 1971 kwam hij uit voor HFC Haarlem, voornamelijk in het B-team, en speelde daarna voor FC Blauw-Wit Amsterdam. In het seizoen 1972/73 kwam hij uit voor FC Amsterdam. Hierna speelde hij tot 1980 in België voor Stade Leuven. Rijsenburg liet zich eerst Dico noemen naar een Braziliaanse voetballer maar in België werd dit al snel Nico. Hij was speler-trainer bij Tielt-Sport en KFC Baal. In het seizoen 1983/84 keerde hij terug bij Stade Leuven als assistent-trainer onder Roger Van Haeren en was daarna actief in de jeugdopleiding van de club. Zijn zoon Arnold Rijsenburg werd eveneens profvoetballer en debuteerde bij Stade Leuven.